# Mike Lynch
Michael (Mike) Richard Lynch (ur. 16 czerwca 1965 w Ilford, zm. 19 sierpnia 2024 u wybrzeży Porticello) – brytyjski przedsiębiorca technologiczny.

## Życiorys
Urodził się 16 czerwca 1965 r. w Ilford, we wschodnim Londynie, jako syn strażaka Michaela i pielęgniarki Dolores. Zdobył stypendium do szkoły Bancroft's w Woodford Green, a następnie ukończył studia przyrodnicze na uniwersytecie w Cambridge i obronił tam doktorat na temat sztucznych sieci neuronowych, będących formą uczenia maszynowego.
Saksofonista i miłośnik jazzu, jako pierwszą swoją firmę założył pod koniec lat 1980. Lynett Systems, projektującą i produkującą sprzęt elektroniczny dla przemysłu muzycznego za pożyczkę w wysokości 2 tys. funtów od jednego z menedżerów zespołu Genesis poznanych w barze w Soho. W 1991 roku założył firmę Cambridge Neurodynamics, specjalizującą się w komputerowym rozpoznawaniu odcisków palców. Nowa wówczas technologia szybko trafiła na wyposażenie brytyjskiej policji. Następnie założył firmę Autonomy, która wykorzystywała uczenie maszynowe do analizy m.in. przechwyconych rozmów telefonicznych i e-maili. Firma wygrała przetargi brytyjskich i amerykańskich agencji rządowych, w tym kontrakt na dostarczenie infrastruktury dla amerykańskiej National Security Agency. Jako fan Jamesa Bonda, nazwał sale konferencyjne w siedzibie Autonomy na cześć złoczyńców z tej serii filmów. W październiku 2011 r. firma została zakupiona przez Hewlett-Packard za 11 mld dolarów. 
Lynch w szczytowym okresie swojej kariery nazywany był brytyjskim Billem Gatesem. Wkrótce po sprzedaży Autonomy założył firmę Invoke Capital, zajmującą się inwestycjami w spółki technologiczne. Wraz z żoną zainwestowali około 200 mln funtów w Darktrace, firmę zajmującą się cyberbezpieczeństwem. Lynch w Darktrace współpracował z grupą byłych funkcjonariuszy brytyjskiego (m.in. byłym szefem MI5 Jonathanem Evansem) i amerykańskiego wywiadu, a jej oprogramowanie zwalczało cyberataki, ucząc się wzorców zachowań każdego użytkownika w organizacji i wykrywając nietypową aktywność. Współpracował także ze start-upem Luminance, tworzącym oprogramowanie dla prawników. Ponadto był członkiem zarządu BBC oraz doradcą brytyjskiego rządu w Council for Science Technology.
Zaledwie 13 miesięcy po sprzedaży Autonomy, HP ogłosiło wykrycie poważnych nieprawidłowości księgowych i jawnie nieprawdziwych informacji, które miały sztucznie zawyżyć wartość firmy o blisko 9 mld dolarów. Chociaż brytyjskie organy ścigania nie znalazły wystarczających dowodów do skazania, w 2018 r. władze USA oskarżyły go o oszustwo, zaś dyrektora finansowego Autonomy, Sushovana Hussaina, uznano winnym oszustwa i skazano na pięć lat więzienia. W marcu 2019 r. HP złożyło pozew cywilny o oszustwo w Londynie. Sprawa zakończyła się w styczniu 2022 r., kiedy to sędzia przyznał koncernowi odszkodowanie, jednak niższe niż żądane 5 mld USD. W międzyczasie władze USA domagały się ekstradycji Lyncha pod zarzutem spisku i oszustwa. W maju 2023 r. Lynch został przetransportowany do USA, gdzie został umieszczony w areszcie domowym w San Francisco. Oskarżony o oszustwa finansowe, oszustwa związane z papierami wartościowymi i spisek, nie przyznał się jednak do winy. 6 czerwca wraz ze swoim byłym wiceprezesem ds. finansów, Stephenem Chamberlainem, zostali uznani za niewinnych wszystkich zarzutów.
Chamberlain zmarł po potrąceniu przez samochód 17 sierpnia 2024 r. Lynch zaś wyruszył z rodziną i współpracownikami biznesowymi w podróż jachtem, aby uczcić swoje uniewinnienie. Jacht Bayesian zatonął podczas gwałtownej burzy u wybrzeży Porticello na Sycylii, a Lynch najprawdopodobniej zmarł 19 sierpnia 2024 r. Podczas akcji poszukiwawczej odnaleziono ciała jego i córki Hannah, zaś żona zdołała się uratować.
Wraz z żoną Angelą Bacares, którą poślubił w 2001 r., miał dwie córki, Esme i Hannah.